# Johan Van Gompel
Johan Van Gompel (28 februari 1966) is een Belgisch econoom.

## Levensloop
Johan Van Gompel studeerde toegepaste economische wetenschappen aan de UFSIA in Antwerpen (1988) en economie aan de Université catholique de Louvain (1990). In 1995 promoveerde hij tot doctor in de toegepaste economische wetenschappen aan de Universiteit Antwerpen.
In 1995 ging hij aan de slag bij de afdeling economisch onderzoek van de Kredietbank (later KBC). In 2000 maakte hij de overstap naar KBC Asset Management. Sinds januari 2010 is hij senior economist van de studiedienst van KBC.
Van 1998 tot 2018 was Van Gompel gastdocent International Socioeconomic Analysis aan de Katholieke Universiteit Leuven Campus Brussel en van 2018 tot 2019 doceerde hij aan de Koninklijke Militaire School in Brussel. Sinds 2013 is hij gasthoogleraar aan de Antwerp Management School en sinds 2020 is hij gastdocent aan de Universiteit Antwerpen.
Van 2017 tot 2023 was hij voorzitter van de Studiecommissie voor de Vergrijzing van de Hoge Raad van Financiën, waarvan hij ondervoorzitter was.
Van Gompel was lid van de denktank In de Warande.

## Publicatie
- Economische politiek: principes en ervaringen, Garant, Antwerpen, 2013. (met André Van Poeck)

- Digitale Bibliotheek voor de Nederlandse Letteren: gomp013
- Gemeinsame Normdatei: 170932559
- International Standard Name Identifier: 0000 0003 9304 8240
- Nederlandse Thesaurus van Auteursnamen: 069995222
- Semantic Scholar: 153942355
- Virtual International Authority File: 287218622
- WorldCat: E39PBJgHfB7f89G48WkVxGpVmd